# Могутні рейнджери Дино лють
«Могутні рейджери Дино лють» (англ. Power Rangers Dino Fury) — 26-ий телесеріал/28-ий і 29-ий сезони у американській дитячій медіафраншизі «Могутні рейнджери». Прем'єра першого сезону відбулася на Nickelodeon 20 лютого 2021 року. Нові епізоди серіалу були випущені на Netflix 15 червня 2021 року, а весь перший сезон був випущений 15 жовтня того ж року. Прем'єра другого сезону відбулася ексклюзивно на платформі навесні 2022 року. Таким чином, перший сезон серіалу є останнім сезоном франшизи, який транслювався на Nickelodeon, де серії виходили з 2011 року.
«Дино лють» — перший телесеріал у франшизі, продюсером якого є компанія Entertainment One, придбана Hasbro у 2019. Серіал створюється з використанням калрів, костюмів та реквізитів серіалу «Кішірю Сентай Рюсолджер», який є 43-ім телесеріалом у японській токусацу-медіафраншизі «Супер Сентай», що робить «Дино лють» четвертим телесеріалом в американській серії, в якому використано мотив динозаврів (йому передували «Могутні рейнджери (сезон 1)», «Могутні рейнджери Дино грім» та «Могутні рейнджери Дино заряд»).

## Сюжет
65 мільйонів років тому злі Звірі Спорікс спустошили планету Рафкон перед тим, як вирушили на Землю. Проте, шість лицарів із Рафкону переслідували їх, разом шістьма динозаврами. Мастери Морфіну надали цим лицарям силу перетворюватися в Рейнджерів дино люті. Вони захопили Спорікси, проте, здавалося, усі Рейнджери зникли, крім Червоного Рейджера, Зайто, який увійшов у міцний сон, щоб запобігти втечі Споріксів. В наш час, міжгалактичний воїн Лицар пустоти випадково звільняє Спорікси, коли намагається викрасти їх, змушуючи Зайто та його друга, динозавра-кіборга на ім'я Солон, знайти нову команду Могутніх рейнджерів дино люті для перемоги над страшною загрозою.

## Епізоди

### Сезон 1
1. Пункт призначення Динохендж
2. Спорікси звільнені
3. Загублений сигнал
4. Новобранці
5. Переможний тон
6. Забобони завдають удару
7. Пошук Стего
8. Неочікуваний гість
9. Відріж
10. Телефонуємо додому
11. Маєток МакСтрашного
12. Супер гарячий постріл
13. Сват
14. Старі вороги
15. Штормовий сплеск
16. Стародавня історія
17. Наш герой
18. Схрещені проводи
19. Перетворення
20. Пробудження кошмарів
21. Пастка пустоти
22. Секретний Санта

## У ролях
| Актор             | Роль                                    |
| ----------------- | --------------------------------------- |
| Расселл Каррі     | Зайто/Червоний рейнджер дино люті       |
| Хантер Дено       | Амелія Джонс/Рожевий рейнджер дино люті |
| Кай Моя           | Оллі Акана/Синій рейнджер дино люті     |
| Тесса Рао         | Іззі Гарсія/Зелений рейнджер дино люті  |
| Ченс Перез        | Джаві Гарсія/Чорний рейнджер дино люті  |
| Джордон Файт      | Аййон/Золотий рейнджер дино люті        |
| Шавауґн Руакерк   | доктор Лані Акана                       |
| Блейр Стренг      | Варлен Карлос Гарсія                    |
| Джозефін Девісон] | Солон (голос)                           |
| Кіра Джозефон     | Джейн                                   |
| Вікторія Абботт   | Джей-Борґ                               |
| Джаред Тарнер     | Лицар пустоти                           |
| Торум Хенг        | Слиз (голос)                            |
| Марк Мітчінсон    | Бумвежа (голос)                         |